# Pico de los Negros
Pico de los Negros är en bergstopp i Spanien.   Den ligger i provinsen Província de Lleida och regionen Katalonien, i den nordöstra delen av landet, 400 km nordost om huvudstaden Madrid. Toppen på Pico de los Negros är 2 549 meter över havet, eller 100 meter över den omgivande terrängen. Bredden vid basen är 1,5 km.
Terrängen runt Pico de los Negros är mycket bergig.Runt Pico de los Negros är det glesbefolkat, med 18 invånare per kvadratkilometer. Närmaste större samhälle är Vielha, 7,9 km nordost om Pico de los Negros. I omgivningarna runt Pico de los Negros växer i huvudsak blandskog.